# Saint-Martin-d'Auxigny
Saint-Martin-d'Auxigny je naselje in občina v osrednjem francoskem departmaju Cher regije Center. Leta 2008 je naselje imelo 2.077 prebivalcev.

## Geografija
Kraj leži v pokrajini Berry 14 km severno od Bourgesa.

## Uprava
Saint-Martin-d'Auxigny je sedež istoimenskega kantona, v katerega so poleg njegove vključene še občine Allogny, Fussy, Menetou-Salon, Pigny, Quantilly, Saint-Éloy-de-Gy, Saint-Georges-sur-Moulon, Saint-Palais, Vasselay in Vignoux-sous-les-Aix z 12.093 prebivalci.
Kanton Saint-Martin-d'Auxigny je sestavni del okrožja Bourges.

## Zgodovina
Naselbina, sprva imenovana Auxigniacum, se leta 1163 omenja kot Sanctus Martinus de Axigniaco. V tem času je bil zgrajen grad château de la Salle-le-Roi francoskega kralja Ludvika VII. V času Filipa Avgusta in Ludvika XI. je kraj postal lovska rezidenca, dokler ni bil oktobra 1589 uničen med francoskimi verskimi vojnami.